# Xã Brandon, Quận Jackson, Iowa
Xã Brandon (tiếng Anh: Brandon Township) là một xã thuộc quận Jackson, tiểu bang Iowa, Hoa Kỳ. Năm 2010, dân số của xã này là 247 người.